# So Listen
So Listen — en español: — Así que escucha, es una canción del cantante australiano Cody Simpson con la colaboración del rapero T-Pain. Fue lanzada en iTunes el 13 de marzo de 2012. La nueva canción es el primer sencillo del próximo álbum  de Simpson titulado Paradise.

## Video musical
El vídeo musical para el audio de la canción fue lanzado en Youtube por primera vez el 12 de marzo de 2012. (Ya que no salió el vídeo musical)

## Lista de canciones
Descarga Digital
1. "So Listen" (feat. T-Pain) - 3:06

## Historial de lanzamiento
| País      | Dato                | Formato          | Etiqueta         |
| --------- | ------------------- | ---------------- | ---------------- |
| Australia | 13 de marzo de 2012 | Descarga digital | Atlantic Records |